# Musique racine
La musique racine (appelée mizik rasin en créole haïtien) est un genre musical originaire d'Haïti s'inspirant de la musique rituelle vaudou avec des pointes de rara et dont le rythme s'inspire du kata.

## Historique
La musique racine est une musique ancestrale qui gagne en visibilité dans les années 1940 quand elle est jouée dans les villes. Elle s'appuie sur la culture musicale vaudou et sur d'autres styles haïtiens comme le rara et utilise des instruments à vent ou à percussion traditionnels. Dans les années 1970, elle se modernise en se mélangeant avec d'autres styles comme le rock, le funk, le reggae ou le jazz. D'autres instruments sont introduits tels le synthétiseur, le saxophone, la flûte, la trompette ou la guitare électrique.
Dans les années 1980 - 1990, elle se politise en devenant vecteur de critique du gouvernement et des institutions à tel point que certains titres sont même interdits dans les années 1990.
Depuis, selon le journal haïtien Le National, ce style de musique tend à marquer le pas, peine à se renouveler et n'est pratiquement plus interprété que dans la période des carnavals.

## Liste d'artistes et de groupes de musique racine
- Le groupe Boukman Eksperyans (en)
- Le groupe RAM
- Le groupe Kanpech (en)
- Le groupe Boukan Ginen (en)
- Le groupe Chandel
- Le groupe Tokay[6]
- Le groupe Koudjay de Samba Kessy[7]
- Le groupe Racine Mapou d'Azor
- Le saxophoniste Jacques Schwarz-Bart
- Le groupe Alovi Yawe
- Le groupe Bobech
- Le groupe WAWA